# Gömbös Ervin
Gömbös Ervin (Magyargencs, 1941. július 23. –) informatikus, főiskolai tanár. A Nemzetközi Üzleti Főiskola (IBS) egyik alapítója.

## Életpályája
Gömbös József és Horváth Margit kereskedők gyermekeként született 1941. július 23-án, Magyargencsen. A középiskolát a pápai Türr István Gimnáziumban végezte, 1964-ben az Eötvös Loránd Tudományegyetem Természettudományi Karának matematika–fizika szakán diplomázott. 1978 és 1982 között a Politikai Főiskolán nemzetközi politikát tanult, amelyből szintén diplomát szerzett, majd 1985-ben kandidátus lett.
Az 1964–1965-ös tanévben a MÜM 6. sz. Szakközépiskolájában tanított. 1965–1967-ben az ÉM SZÁMGÉP programozójaként dolgozott. 1967–1971-ben a Központi Statisztikai Hivatal főelőadója, 1976 és 1991 között főosztályvezetője volt. (Itt 1990-ben statisztikai főtanácsosi címet is kapott.) A köztes időszakban, 1971-től 1976-ig New Yorkban az ENSZ Statisztikai Hivatalának rendszerfejlesztőjeként működött. 1991-től 2002-ig az International Buisiness School (Nemzetközi Üzleti Főiskola) főigazgató-helyettese volt, amelynek létrehozásában alapítóként is részt vett; egyidejűleg információs technológiát, matematikát és statisztikát is oktatott az intézményben 2020-ig.
1969-ben a Nemzetközi Információ-feldolgozási Szövetség hathónapos, Magyarországon tartott nemzetközi szemináriumának igazgatója volt. 1981-től a Magyar ENSZ Társaság főtitkára volt. A tisztségről 2019-ben – 38 év után – lemondott. 1983 és 1987, 1991 és 1995, 2009 és 2015 között az ENSZ Társaságok Világszövetségének (WFUNA) alelnöke, 1987–1991-ben, 1995 és 2009 között, valamint 2015−2023 végrehajtó bizottságának tagja. 1982-től az UNICEF Magyar Nemzeti Bizottsága elnökségi tagja. 1983-ban a Nemzetközi Statisztikai Intézet tagjává választották. 1992-től a Magyar UNESCO Bizottság, 1986-tól az MTA Informatikai Bizottságának tagja. 1987-ben ösztöndíjas Japánban. Az MTA köztestületének tagja.
2016-ban professor emeritus címet kapott.
Kutatási területe az informatika politikai, társadalmi-gazdasági és ideológiai hatásai.

## Főbb művei
- A statisztikai és az államigazgatási információrendszerek kapcsolata (társszerző) Budapest, 1983
- Informatika és hatalom 1984
- A statisztikai informatika helyzete és feladata (társszerző) 1985
- Az ENSZ napjainkban (társszerző) 1985
- Tanulmányok az információgazdaságról (társszerző) 1986
- Műszaki fejlesztés, társadalmi haladás (társszerző) 1987
- Műszaki haladás, gazdasági fejlődés (társszerző) 1989
- Nine Studies on the Hungarian Economy Bécs, 1991
- Experiences with Information Technology in Buisiness Education Szingapúr, 1993
- ENSZ-akadémia (társszerző) Budapest, 1993
- Az ENSZ-család és Magyarország (szerkesztő-társszerző) 1997
- Alapvető tények az ENSZ-ről (szerkesztő) 2000

Ezeken kívül több mint ötven cikket jelentetett meg különböző folyóiratokban. Három kiadást megért Informatika és hatalom című könyve jelentős sajtóvisszhangot váltott ki, több mint húsz recenzió jelent meg róla.